# 宮田栄助
宮田 栄助（みやた えいすけ、1840年 - 1900年）は日本の実業家であり、宮田製銃所（現モリタ宮田工業）の創設者である。

## 経歴
宮田栄助は、水戸藩鉄砲指南役をつとめる国友家に師事して製銃技術を身につけ、常陸国笠間藩のお抱えとして苗字帯刀を得た鉄砲師であった。それが明治維新の廃藩置県（明治4年）により雇用を解かれ、上京して自営の製銃所を創業したのである。
宮田栄助は自分の次男宮田政治郎（1865年-1931年、のちの二代目宮田栄助）を、明治9年から5年間、もと徳川家お抱えの鉄砲師、国友信之門下へ入門させている。国友信之とは前出の江州国友の家系をくむ名門の鉄砲鍛冶であり、維新後も東京銀座に製銃所を構えていた。この宮田政治郎が、明治の文明開化の洗礼を受け、製銃技術を基礎としてさまざまな新種機械の製作に挑戦し、やがて宮田製作所（現在のモリタ宮田工業)を発展させる中心人物となっていく。